# Østsjællandske Jernbaneselskab

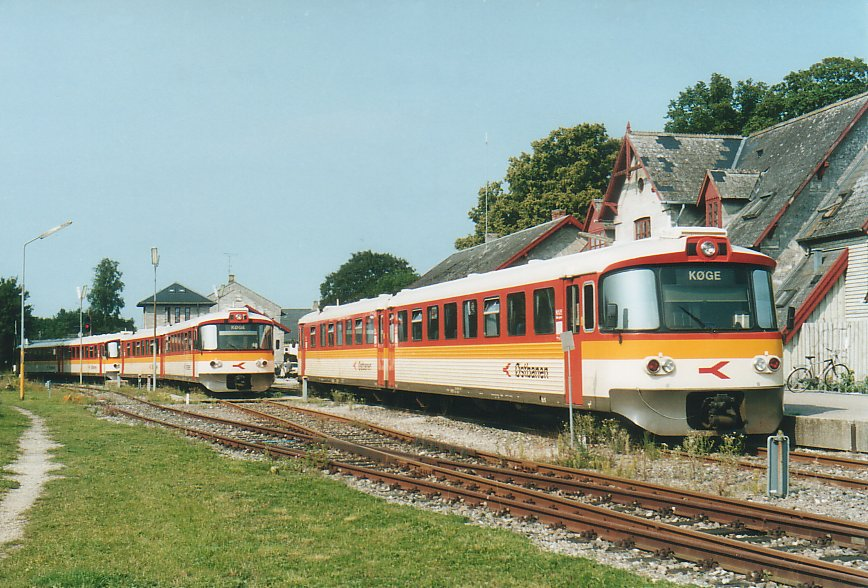
Een drietal Lynette treinstellen te Rødvig.

Østsjællandske Jernbaneselskab  (ØSJS) of Østbanen, genoemd naar de spoorlijn Østbanen, was een private spoorwegmaatschappij in het zuidoosten van Seeland in Denemarken.
In navolging van het succes van de in 1864 door Faxe Jernbane (FJ) geopende spoorlijn tussen een kalksteengroeve en de haven in Fakse Ladeplads werden plannen gemaakt om de kalksteengroeve ook met het binnenlandse spoorwegnet op Seeland te verbinden. Op 1 oktober 1879 opende de ØSJS de spoorlijn van Køge via Hårlev naar Fakse en een zijlijn van Hårlev via Store Heddinge naar Rødvig.
Doordat er in Fakse geen mogelijkheid was voor de aanvoer van water voor de locomotieven, en dit 2 km verderop in Stubberup wel mogelijk was, werd de spoorlijn doorgetrokken naar Stubberup. Voor eventuele reizigers naar Stubberup nam de locomotief een of twee rijtuigen mee naar Stubberup.
Aanvankelijk was er in Stubberup geen aansluiting op de smalspoorlijn van de FJ, maar op 23 mei 1880 werd een overeenkomst tussen de FJ en ØSJS gesloten om beide spoorwegen met elkaar te verbinden. De smalspoorlijn werd tussen Stubberup en Fakse Ladeplads voorzien van een derde rail, zodat er ook normaalsporig materieel naar Fakse Ladeplads kon worden vervoerd. Het vervoer van normaalsporige goederenwagens tussen Stubberup en Fakse Ladeplads werd door de FJ uitgevoerd. Sindsdien reden alle reizigigerstreinen van de ØSJS na Fakse in het geheel door naar Stubberup.
Doorgaande treinreizigers naar Fakse Ladeplads dienden in Stubberup over te stappen op reizigerstreinen van de FJ, daar er geen doorgaande reizigerstreinen werden ingezet. In 1904 kocht de FJ een normaalsporig rijtuig met 1e, 2e en 3e klas voor een doorgaande dienst tussen Køge en Fakse Ladeplads. Tussen Stubberup en Køge werd dit rijtuig met een trein van de ØSJS meegenomen.
Vanaf 15 mei 1927 nam de ØSJS het reizigersvervoer van de FJ over, en zette doorgaande reizigerstreinen tussen Køge en Fakse Ladeplads in. De FJ richtte zich met name op het vervoer van kalk.
In 1977 fuseerden de FJ en ØSJS. De ØSJS zette het kalkvervoer per smalspoor nog tot 1982 voort, waarna dit vervoer door vrachtwagens werd overgenomen. Nadat het smalspoor niet meer gebruikt werd, werd het smalspoor opgebroken en resteert tussen Stubberup, sinds 22 mei 1977 Fakse Syd geheten, en Fakse Ladeplads enkel het normaalspoor.
Vanaf 2001 werden plannen gemaakt om een aantal private spoorlijnen op Seeland, waaronder ook de ØSJS, onder te brengen bij de Hovedstadens Udviklingsråd (HUR), een organisatie die het lokale busvervoer in Seeland beheerde. In mei 2002 werden twee nieuwe maatschappijen opgericht, waarin ook de ØSJS fuseerde. De infrastructuur en het materieel werden ondergebracht bij Hovedstadens Lokalbaner (HL), de exploitatie werd verzorgd door Lokalbanen (LB).